# Tomba di Karl Marx
La tomba di Karl Marx si trova nel cimitero di Highgate, a nord di Londra, in Inghilterra. 
Commemora i siti di sepoltura di Karl Marx, di sua moglie, Jenny von Westphalen e altri membri della famiglia.
Originariamente il filosofo tedesco e i suoi famigliari erano sepolti in una parte diversa del cimitero, i corpi furono dissotterrati e sepolti nella loro posizione attuale nel 1954. 

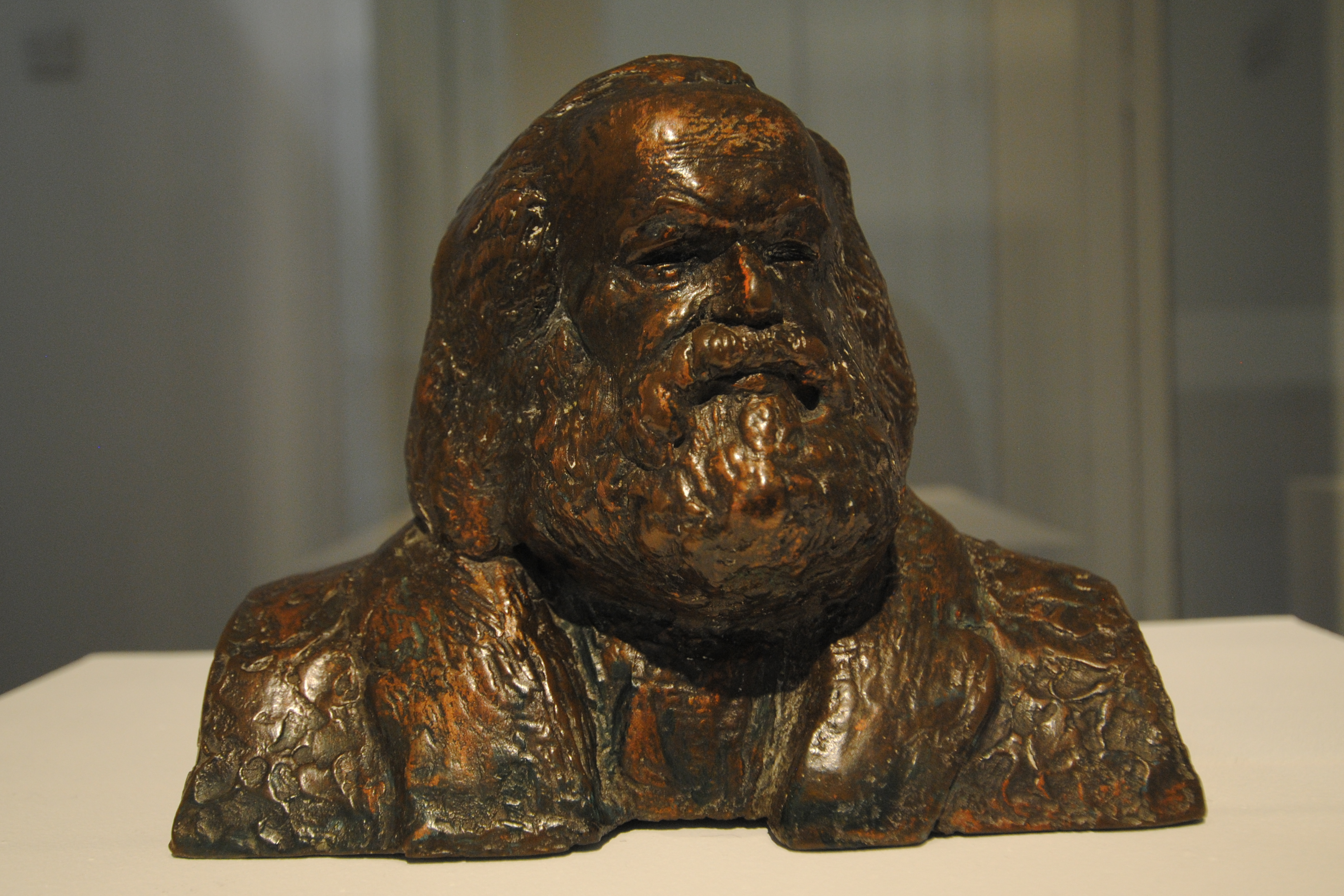
Bozzetto

La tomba fu progettata da Laurence Bradshaw e fu inaugurata nel 1956, in una cerimonia guidata da Harry Pollitt, il Segretario Generale del Partito Comunista di Gran Bretagna, che ha finanziato il memoriale. La tomba consiste in un grande busto di Marx in bronzo su un piedistallo di marmo. Sul piedistallo sono incise citazioni in lingua inglese delle opere di Marx, tra cui, sul fronte, l'explicit del Manifesto del Partito Comunista: 
 e l'undicesima tesi su Feuerbach:
Sin dalla sua costruzione, la tomba è diventata un luogo di pellegrinaggio per i seguaci della teoria marxista; ma è stato anche un bersaglio per gli avversari di Marx, che hanno attuato atti di vandalismo. La tomba è stata il sito di tentativi di attentati: il 2 settembre 1965 e nel 1970.
La tomba di Karl Marx è iscritta dall'English Heritage nel registro dei monumenti classificati di primo grado.